# George P. Smith
 For alternative betydninger, se George Smith. (Se også artikler, som begynder med George Smith)
George Pieczenik Smith (født 10. marts 1941) er en amerikansk kemiker. Han er Curators’ Distinguished Professor Emeritus of Biological Sciences på University of Missouri-Columbia. I 2018 modtog han nobelprisen i kemi sammen med Gregory P. Winter og Frances Arnold for sit arbejde med phage display.